# Чегем
Чегем (рус. Чегем) град је у Русији у Кабардино-Балкарији.

## Становништво
| 1959. | 1970. | 1979. | 1989.  | 2002.  | 2010.  |
| ----- | ----- | ----- | ------ | ------ | ------ |
| 4.973 | 7.551 | 9.650 | 13.225 | 17.893 | 18.019 |